# Оман, Чарльз
Сэр Чарльз Уильям Чедвик Оман (англ. Sir Charles William Chadwick Oman; 12 января 1860, Музаффарпур, Британская Индия — 23 июня 1946, Оксфорд) — британский военный историк. Его реконструкции сражений по фрагментарным и искаженным отчетам, были новаторскими для своего времени. Иногда его интерпретации вызывали споры в научном сообществе, в особенности его широко разошедшееся заявление о том, что британские войска победили наполеоновских солдат одной лишь огневой мощью. Такие историки как Пэдди Гриффит считают, что не менее важную роль сыграла дисциплина британской пехоты.

## Биография
Оман родился в округе Музаффарпур, Индия, в семье британского плантатора, и получил образование в Винчестерском колледже и Оксфордском университете, где он учился у Уильяма Стаббса. Здесь его пригласили стать одним из основателей общества Стаббса, которое находилось под покровительством преподавателя Омана. В 1881 году он членом совета Колледжа всех душ, которым оставался до конца своей научной карьеры. Он был избран чичелийским профессором современной истории в Чичеле в Оксфорде в 1905 году, унаследовав эту должность от Монтегю Барроуза. В том же году он был избран в британскую академию и занимал пост президента Королевского исторического общества (1917—1921), Нумизматического общества и Королевского археологического института.
Научная карьера Омана была прервана Первой мировой войной, во время которой он работал в правительственном бюро прессы и министерстве иностранных дел.
Оман был консервативным членом парламента от округа Оксфордского университета с 1919 по 1935 год и был посвящен в рыцари ОБЕ в 1920 году.
Он стал почетным членом Нью-колледжа в 1936 году и получил почетные степени доктора гражданского права (Оксфорд, 1926) и доктора права (Эдинбург, 1911 и Кембридж, 1927). Он умер в Оксфорде в возрасте 86 лет.
Он был награждён медалью Королевского нумизматического общества в 1928 году.

### Дети
Двое из детей Омана стали писателями. Его сын Чарльз написал несколько томов о британской серебряной посуде и прочих предметах домашнего обихода, работал хранителем отдела металлических изделий в музее Виктории и Альберта и был активным членом Фольклорного общества (и был в свою очередь отцом Джулии Тревельян Оман). Его дочь Карола Оман была известна своими историческими биографиями.

## Работы
- Чарльз Оман. Военное искусство в средние века = A History of the Art of War: The Middle Ages from the Fourth to the Fourteenth Century / пер. с англ. Владимир П. Михайлов. — М.: Центрполиграф, 2011. — 192 с. — ISBN 978-5-9524-4945-9.
- The Art of War in the Middle Ages (1885)
- «The Anglo-Norman and Angevin Administrative System (1100—1265)», in Essays Introductory to the Study of English Constitutional History (1887)
- A History of Greece From the Earliest Times to the Death of Alexander the Great (1888; 7th ed., 1900; 8th ed., rev., 1905)
- Warwick the Kingmaker (1891)[8]
- The Story of the Byzantine Empire (1892)
  - Византийская империя / Пер. с англ. Юрий Лобов. — М.: Карьера Пресс, 2025. — 320 с.
- The Dark Ages 476—918, Period I of Periods of European History (1893; 5th ed. 1905)
- A History of England (1895; 2nd ed. 1919)
- A History of the Art of War in the Middle Ages, Vol. I: A.D. 378—1278 (1898; 2nd ed. 1924)
- A History of the Art of War in the Middle Ages, Vol. II: A.D. 1278—1485 (1898; 2nd ed. 1924)
- England and the Hundred Years War, 1327—1485 A.D. (1898), No. III of The Oxford Manuals of English History, Charles Oman, ed.
- «Alfred as a Warrior», in Alfred The Great, Alfred Bowker, ed. (1899)
- Reign of George VI, 1900—1925. A Forecast Written in the Year 1763 (preface and notes) (1763; republished 1899)
- England in the Nineteenth Century (1900)
- History of the Peninsular War, Vol. I: 1807—1809 (1902)
- Seven Roman Statesmen of the Later Roman Republic (1902)
- History of the Peninsular War, Vol. II: Jan. 1809-Sep. 1809 (1903)[9]
- «The Peninsular War, 1808-14», in The Cambridge Modern History, Vol. IX, Napoleon (1906)
- «The Hundred Days, 1815», in The Cambridge Modern History, Vol. IX, Napoleon (1906)
- «Inaugural lecture on the study of history» (1906), in Oxford Lectures On University Studies, 1906—1921 (1924)
- The Great Revolt of 1381 (1906)[10]
- The History of England from the Accession of Richard II. to the Death of Richard III. (1377—1485), Vol. IV of The Political History of England (1906), William Hunt & Reginald Poole, ed.
- History of the Peninsular War, Vol. III: Sep. 1809 — Dec. 1810 (1908)
- A History of England Before the Norman Conquest (1910; 8th ed. 1937), Vol. I of A History of England in Seven Volumes (1904-), Charles Oman, ed.
- History of the Peninsular War, Vol. IV: Dec. 1810 — Dec. 1811 (1911)
- Wellington’s Army, 1809—1814 (1912)
- History of the Peninsular War, Vol. V: Oct. 1811 — Aug. 1812 (1914)
- The Outbreak of the War of 1914-18: A Narrative Based Mainly on British Official Documents (1919)
- History of the Peninsular War, Vol. VI: Sep. 1812 — Aug. 1813 (1922)
- The Unfortunate Colonel Despard & Other Studies (1922)
- Castles (1926)
- «The Duke of Wellington», in Political Principles of Some Notable Prime Ministers of the Nineteenth Century, Fossey John Cobb Hearnshaw, ed. (1926)
- Studies in the Napoleonic Wars (1929)
- History of the Peninsular War, Vol. VII: Aug. 1813 — Apr. 1814 (1930)
- The Coinage of England (1931)
- Things I Have Seen (1933)
- «The Necessity for the Reformation» (1933) (public lecture)
- A History of the Art of War in the Sixteenth century (1937)
- The Sixteenth century (1937)
- On the Writing of History (1939)
- Memories of Victorian Oxford and of Some Early Years (1941)
- The Lyons Mail (1945)